# Mesochorus cognatus
Mesochorus cognatus là một loài tò vò trong họ Ichneumonidae.